# Veľká Knola
Velká Knola (1265,9 m n. m.) je vrchol v severovýchodní rozsoše Volovských vrchů. Podle něj je pojmenován stejnojmenný podcelek. Na velké části vrchu se nachází chráněný areál Knola.
Nachází se nad údolím řeky Hnilec, severně od obce Hnilec. Vrchol nabízí omezené výhledy na široké okolí.

## Přístup
- po  žluté značce z lokalít Malá Knola a Pod Muráňom
- po  modré značce ze sedla Grajnár